# (4489) Dracius
(4489) Dracius ist ein Asteroid aus der Gruppe der Jupiter-Trojaner. Damit werden Asteroiden bezeichnet, die auf den Lagrange-Punkten auf der Bahn des Jupiter um die Sonne laufen. (4489) Dracius wurde am 15. Januar 1988 von Edward L. G. Bowell entdeckt. Er ist dem Lagrangepunkt L4 zugeordnet.
Der Himmelskörper wurde nach Dracius, dem Anführer der Epeaner benannt, der in der Ilias erwähnt wird.